# Evert Hoving
Evert Hoving (Ambt Vollenhove, 14 januari 1953) is een voormalige Nederlandse middellangeafstandsloper, die was gespecialiseerd in de 800 m en de 1500 m. Hij werd op beide disciplines een keer Nederlands kampioen en verbeterde daarnaast tweemaal het Nederlandse record op de 1000 m. Hoving vertegenwoordigde Nederland eenmaal op de Olympische Spelen.

## Biografie

### Start
Hoving meldde zich in 1968 aan als lid van AV NOP, de atletiekvereniging uit Emmeloord. In eerste instantie was hij totaal niet gericht op een specifiek nummer, laat staan de middellange afstand. "Ik heb in het begin van alles gedaan. Ik heb zelfs nog even gedacht om meerkamper te worden." Al spoedig kwam bij Evert Hoving echter zijn aanleg voor de middenafstanden aan het licht en in 1972 plaatste hij zich met nationale jeugdrecords van 1.51,5 op de 800 en 3.48,4 op de 1500 m bovenaan de juniorenranglijst. Inmiddels had hij zich toen aangesloten bij GVAV/Rapiditas in Groningen, de stad waar hij studeerde. Helemaal vlekkeloos verliep zijn ontwikkeling vervolgens niet. Vooral in 1973 had hij het moeilijk. "Het bleek, dat ik te veel kalk in het bloed had, waardoor ik aan de schildklier geopereerd moest worden. Ik heb een periode gehad, dat ik niet meer geloofde in de atletiekbeoefening. Het is erg, als je gewend bent volop te trainen, en dan te moeten ervaren, dat het dribbelen al verschrikkelijk veel moeite kost."

### Doorbraak
Langzaam maar zeker keerde echter zijn oude vorm terug en in 1974 beleefde de inmiddels weer bij AV NOP teruggekeerde Hoving zijn doorbraak bij de senioren. In Brussel liep hij een 800 m in 1.48,4 en op de 1000 m realiseerde hij een tijd van 2.20,4, slechts 0,1 seconde boven het Nederlandse record van Haico Scharn.
Zijn misschien wel beste jaar beleefde hij in 1975. Op de 800 m verbeterde Hoving zich tijdens internationale wedstrijden op Papendal tot 1.47,2, op dat moment de tweede tijd ooit in Nederland. Hij liep zich ermee in de voorlopige selectie voor de Olympische Spelen in Montreal. Op de 1500 m veroverde hij zijn eerste Nederlandse kampioenschap bij de senioren en op de 1000 m liep hij tweemaal een Nederlands record op de 1000 m, beide malen in 1975. De eerste keer kwam hij tot een tijd van 2.19,5, waarbij hij het bestaande record van Scharn met 0,8 seconde verbeterde. Korte tijd later wist hij die tijd bij een wedstrijd in Gateshead zelfs aan te scherpen tot 2.19,3. Dit record zou tien jaar stand houden en eerst in 1985 door Rob Druppers worden verbeterd.

### Olympische Spelen
De voorbereidingen op de Spelen in Montreal verliepen echter verre van optimaal. Na maandenlang te hebben gesukkeld met zijn achillespezen had Evert Hoving deelname aan de Olympische Spelen zelfs al uit zijn hoofd gezet. Totdat hij eind juni 1976 in Brussel stuntte met een 800 m in .... alweer 1.47,2, precies gelijk aan zijn PR. Hij putte hieruit zoveel moed, dat hij ineens Montreal weer helemaal zag zitten. "Voor mijn gevoel ben ik sterker dan vorig jaar", aldus de plotseling weer optimistische atleet. In Montreal kwam het er echter niet uit. Op de 800 m raakte hij in de laatste ronde van zijn serie ingesloten en hij slaagde er niet in om zich hieruit te bevrijden. Met een tijd van 1.48,99 eindigde hij als zesde. Precies hetzelfde overkwam hem vervolgens in zijn 1500 meterserie, waarin hij niet verder kwam dan een vijfde plaats in 3.45,00. Het gebrek aan wedstrijdroutine speelde hem bij zijn olympische optredens duidelijk parten.
De andere twee mannelijke atleten die namens Nederland deelnamen in Canada, waren Jos Hermens en Eltjo Schutter.

### Latere jaren
In de jaren die volgden ontwikkelde Evert Hoving zich niet meer spectaculair, ook al verbeterde hij zich nog op verschillende onderdelen en werd hij in 1977 800 meterkampioen. In het vervolg van zijn carrière richtte hij zich in toenemende mate op de langere afstanden, zoals de 5000 en 10.000 m. Grote successen behaalde hij op deze nummers echter niet. En toen hij in 1980 niet kon voldoen aan de eisen voor deelname aan de Olympische Spelen in Moskou, doofde langzaam maar zeker het vuur.

## Nederlandse kampioenschappen
| Onderdeel | Jaar |
| --------- | ---- |
| 800 m     | 1977 |
| 1500 m    | 1975 |

## Persoonlijke records
| Onderdeel   | Prestatie        | Datum        | Plaats    |
| ----------- | ---------------- | ------------ | --------- |
| 800 m       | 1.47,11 s        | 10 juli 1977 | Sittard   |
| 1000 m      | 2.19,3 s (ex-NR) | 26 juli 1975 | Gateshead |
| 1500 m      | 3.37,31 s        | 5 juli 1976  | Stockholm |
| 1 Eng. mijl | 3.57,8 s         | 30 juli 1977 | Gateshead |
| 3000 m      | 8.11,0 s         | 8 mei 1975   | Bremen    |
| 5000 m      | 14.11,6 s        | 15 juni 1977 | Papendal  |
| 10.000 m    | 29.51,0          | 2 april 1980 | Papendal  |

## Palmares

### 800 m
- 1974:  NK - 1.50,36
- 1976: 6e series OS - 1.48,99
- 1977:  NK - 1.47,11

### 1500 m
- 1975:  NK - 3.46,3
- 1976: 5e series OS - 3.45,00

## Ranglijst[3]
- 1976: 1e 3.37,31
- 1977: 2e 3.41,10
- 1978: 5e 3.43,20
- 1979: 3e 3.41,30
- 1980: 2e 3.40,41
- 1982: 11e 3.46,30